# Albert Berthold
Albert Berthold (* 7. Januar 1841 in Bayreuth; † 4. Mai 1926 in Detmold) war ein deutscher Schauspieler und Theaterdirektor.

## Leben und Wirken
Albert Berthold gab ein zunächst begonnenes Theologie-Studium wieder auf, um sich dem Theater zuzuwenden. Er trat in Basel, Berlin, Leipzig und München als Schauspieler auf. 1877 gehörte er der Hanauer Theatergesellschaft als Regisseur und Schauspieler an. Mit dieser kam er im selben Jahr nach Essen und gründete dort ein eigenes Ensemble mit Domizil in der Rottstraße in der heutigen Stadtmitte. In den Sommermonaten gastierte er mit diesem Ensemble in Bad Oeynhausen, kehrte jedoch immer wieder an das Vaudeville-Theater in Essen zurück.
1892 wurde Berthold für zwei Jahre erster Pächter und Theaterdirektor am neuerrichteten Essener Stadttheater, dem heutigen Grillo-Theater. Dann kam er zum fürstlichen Hoftheater nach Detmold, das er bis zu seinem Tod 1926 als Intendant, Intendantsrat und Geheimer Intendantsrat leitete. Dort erhielt er vom kunstinteressierten Thronfolger Ernst zur Lippe-Biesterfeld finanzielle Unterstützung.

## Ehrungen
Albert Berthold erhielt folgende Auszeichnungen:
- Denkmünze an den Einzug des Grafregenten Ernst zur Lippe-Biesterfeld
- Orden für Kunst und Wissenschaft (Lippe), Lippische Rose, 2. Klasse
- Lippe, Denkmünze auf den erstrittenen Thronanspruch
- Schaumburg-Lippe, Orden für Kunst und Wissenschaft. 2. Klasse (2. Modell)
- Lippischer Hausorden IV. Klasse
- Ritterkreuz des Albrechts-Ordens I. Klasse.